# Jodhi May
Jodhi May (Londres, 1 de maio de 1975) é uma atriz inglesa mais conhecida por seu trabalho na série de TV Game of Thrones. E também na série da Netflix, The Wicher

## Biografia e carreira
Nascida em Camden Town, Londres, May atuou pela primeira vez com 12 anos de idade, no filme A World Apart, de 1988. O papel lhe rendeu um prêmio de Melhor Atriz no Festival de Cannes, que ela dividiu com suas co-protagonistas Barbara Hershey e Linda Mvusi. Ela permance até hoje a mais jovem atriz a receber o prêmio.
Além de uma curta temporada enquanto estudou inglês no Wadham College, em Oxford, ela trabalhou constantemente nas duas décadas seguintes, e pode ser vista regularmente na televisão, cinema e teatro britânicos. Frequentemente é escalada no papel de mulheres inocentes vítimas de abuso, ou de uma mulher inteligente que sofre um colapso nervoso.
Alguns dos papéis notáveis que estrelou incluem Alice Munro em The Last of the Mohicans (O Último dos Moicanos), de Michael Mann, como Lea Papin em Sister My Sister; como Florence Banner na adaptação da BBC de Tipping the Velvet, a rainha Ana Bolena na primeira adaptação de The Other Boleyn Girl, e como Sabina Spielrein na peça The Talking Cure. May também dirigiu um curta-metragem, e está desenvolvendo um roteiro.

## Filmografia/Televisão
- A World Apart (1988)
- Eminent Domain (1991)
- The Last of the Mohicans (1992)
- Sister My Sister  (1994)
- The Scarlet Letter (1995) (voice)
- The Gambler (1997)
- The Woodlanders (1997)
- Warriors (1999)
- Aristocrats (1999)
- The Turn of the Screw (1999)
- The House of Mirth (2000)
- Tipping the Velvet (2002) (filme para a televisão)
- Daniel Deronda (2002) (série de televisão)
- The Mayor of Casterbridge (2003) (filme para a televisão)
- The Other Boleyn Girl (2003) (filme para a televisão)
- On a Clear Day (2005)
- Friends and Crocodiles (2006) (filme para a televisão)
- The Amazing Mrs Pritchard (2006) (filme para a televisão)
- Nightwatching (2007)
- Einstein and Eddington (2008) (filme para a televisão)
- Flashbacks of a Fool (2008)
- Defiance (2008)
- Emma (2009) (seriado de televisão)
- Game of Thrones  (2015) (seriado de televisão). Maggy a Rã. Temporada 5, 1° episódio.
- Genius (série) (2017) (série de televisão)
- The Wicher  (2019) (série de televisão). Rainha Calanthe. Temporada 1.